# Egentillstånd
Egentillstånd, ett kvantmekaniskt tillstånd som matematiskt fungerar som en egenvektor.  Ett tillstånd som beskrivs av vågfunktionen {\displaystyle \psi } är ett egentillstånd till den kvantmekaniska operatorn {\displaystyle A} om och endast om {\displaystyle A\psi =a\psi }, där a är en konstant, som kallas egenvärde. Det betyder att vågfunktionen kan skrivas som en linjärkombination av operatorns egenvektorer {\displaystyle \varphi _{i}}:
{\displaystyle \psi =\sum _{i}c_{i}\varphi _{i}}
Hamiltonoperatorns egenvärden är systemets möjliga energinivåer vilka ges av den tidsoberoende Schrödingerekvationen
{\displaystyle H\psi =E\psi }
Här är H Hamiltonoperatorn och E är energin.